# Prosymna frontalis
Prosymna frontalis is een slangensoort uit het geslacht Prosymna.

## Naam en indeling
De wetenschappelijke naam van de soort werd voor het eerst voorgesteld door Wilhelm Peters in 1867. Peters noemde de slang Temnorhynchus frontalis, maar hij gaf in zijn publicatie tevens aan dat het geslacht Temnorhynchus moest samenvallen met Prosymna.
George Albert Boulenger heeft in 1894 de soort naar het geslacht Prosymna verplaatst. De slang die Peters beschreef maakte deel uit van een verzameling afkomstig uit Otjimbingwe in het huidige Namibië.

## Verspreiding en habitat
Prosymna frontalis komt voor in delen van Afrika en leeft in de landen Zuid-Afrika, Namibië en Angola. De habitat bestaat uit savannen, tropische en subtropische droge scrublands en woestijnen. De soort is aangetroffen op een hoogte van ongeveer 10 tot 1800 meter boven zeeniveau.

## Beschermingsstatus
Door de internationale natuurbeschermingsorganisatie IUCN is de beschermingsstatus 'veilig' toegewezen (Least Concern of LC).